# 高萩警察署
高萩警察署（たかはぎけいさつしょ）は、茨城県高萩市にある茨城県警察の警察署。署長は警視。

## 所在地
- 茨城県高萩市高戸315番地の10

## 管轄区域
- 高萩市
- 北茨城市

福島県いわき市と県境を接する、県の最北東部を管轄する。

## 組織
- 署長
- 副署長
- 警務課
  - 総合相談係
  - 被害者支援係
- 会計課
- 地域課
- 生活安全課
  - 銃刀係
- 刑事課
  - 捜査第一係
  - 捜査第二係
  - 鑑識係
- 交通課
  - 事故捜査係
- 警備課

## 地区交番

### 北茨城市
- 大津地区交番 - 北茨城市大津町北町2678-1

## 交番

### 高萩市
- 高萩駅前交番 - 高萩市大字高萩1927-12

### 北茨城市
- 磯原駅前交番 - 北茨城市磯原町磯原1丁目234-1

## 駐在所

### 高萩市
- 秋山駐在所 - 高萩市大字秋山3025-19
- 上手綱駐在所 - 高萩市大字上手綱2351-1
- 若栗駐在所 - 高萩市大字若栗222-3

### 北茨城市
- 中妻駐在所 - 北茨城市華川町中妻7-1

## 沿革
- 1874年（明治7年） - 多賀郡平潟村（現在の北茨城市平潟町）に平潟警察派出所を開設[1]。
- 1877年（明治10年）3月 - 高萩村北宿の個人宅を借用し、高萩交番所を開設[2]。
- 1879年（明治12年）2月 - 高萩交番所と平潟交番所がそれぞれ太田警察署の高萩分署、平潟分署となる[2]。
- 1880年（明治13年）10月 - 高萩分署を新築[2]。
- 1882年（明治15年）5月 - 高萩警察署として独立[1]。
- 1887年（明治20年）9月 - 松原警察署に改称[1]。平潟分署が松原署の管轄となる[1]。
- 1911年（明治44年）11月 - 新庁舎を建設[1]。
- 1920年（大正9年）4月 - 平潟巡査部長派出所を平潟警部補派出所に改称[1]。同年、豊浦町（現在の日立市）以南が助川警察署（現在の日立警察署）管内となり、以北が松原署の管轄となる[3]。
- 1937年（昭和12年） - 松原町が高萩町に改称したことにより、名称が高萩警察署に戻る[1]。
- 1948年（昭和23年）3月7日 - 自治体警察である高萩町警察署が開設される[4]。現在の高萩市域に国家地方警察多賀地区警察署と自治体警察高萩町警察署の2つが置かれることとなった[4]。
- 1951年（昭和26年）10月1日 - 高萩町が自治体警察を廃止し国家警察に統合され[5]、国家地方警察茨城県高萩警察署となる[4]。管轄区域は高萩市・北茨城市・十王町[4]。
- 1953年（昭和28年）10月8日 - 国道6号沿いに新築移転[6]。
- 1954年（昭和29年）7月1日 - 新警察法施行により茨城県警察発足。茨城県高萩警察署となる。
- 2004年（平成16年）11月1日 - 十王町が日立市に編入されたことにより、十王町が日立警察署管内に移管され、高萩警察署の管轄区域が高萩市・北茨城市となる。